# Tommy Ramone
Tamás Erdélyi (29. siječnja 1949., Budimpešta, Mađarska -  Queens, New York, 11. srpnja 2014.) bio je američki producent snimanja, glazbenik i bubnjar. Bio je posljednji preživjeli originalni član pionirskog punk rock sastava Ramones.

## Životopis
Erdélyi je odrastao u Queensu, jednoj od općina New York Cityja. Tommy i gitarista John Cummings (kasnije poznat kao "Johnny Ramone") nastupali su zajedno u ranim '60-ma, kao četveročlana garaža skupina pod imenom Tangerine Puppets, dok su pohađali srednju školu.

### Glazbena karijera
Kada se prvi puta susreo s Ramonesima, koji su bili u sastavu, Johnny Ramone na gitari, Dee Dee Ramone na bas-gitari i Joey Ramone na bubnjevima, Erdelyi je tada trebao biti njihov menadžer, ali je postavljen na mjesto bubnjara, jer se ustanovilo da Joey ne može u isto vrijeme pjevati i svirati brze ritmove na bubnjevima. On je na mjestu bubnjara bio od 1974. do 1978., radeći kao producent i svirajući na njihova prva tri studijska albuma Ramones, Leave Home i Rocket to Russia. Zamijenjen je 1978., ali ostaje u skupini kao menadžer i radi koprodukciju za njihov četvrti album Road to Ruin. U sastav se vraća 1984. i snima s njima njihov osmi album Too Tough to Die, a njegova zamjena u tom vremenu je bio Marky Ramone.
Iako je Tommy bio jedan od originalnih članova Ramonesa i njihov koproducent, Johnny i Dee Dee negiraju da je on utjecao na njihov prepoznatljivi zvuk. Tommy je izbjegavao tvrdnje da je bio u sporu s ostatkom sastava oko autorskih prava za nekoliko skladbi. Dee Dee je u svojoj knjizi napisao da je ljut na Tommya, jer je bio u mogućnosti da kuha večere i organizira si život na puno bolji način, bez psiholoških i ovisnih problema, od kojih je ostatak sastava bolovao. To je također i jedan od većih problema koji su izazvali raskol i zbog čega je otišao iz Ramonesa '78.g. U odnosu na ostale članove sastava Tommy je bio prilično normalna osoba, iako ima i njegovih ispada sa sastavom i brze vožnje autom u ranim danima.
Tommy Ramone napisao je skladbu "I Wanna Be Your Boyfriend" i većinu skladbe "Blitzkrieg Bop", za koju je kasnije Dee Dee predložio naziv. Tommy i Ed Stasium odsvirali su sve solo dionice na gitari, dok se Johnny Ramone uglavnom bazirao na ritam gitaru.
1980. godine radi produkciju za klasični album pod nazivom Tim, od američke alternativnog rock sastava The Replacements. Tommy je bio poznat kao obožavatelj bluegrass glazbe. U zadnje vrijeme svirao je po raznim koncertima zajedno s Claudiom Tienan, osnivačicom lokalnog underground sastava The Simplistics, kao novi alternativni bluegrass duo pod nazivom Uncle Monk. Nedavno su izdali svoj prvi studijski album.

### Bolest i smrt
Ramone je preminuo u svom domu u Ridgewoodu, Queens, New York, dana 11. srpnja 2014. godine, u dobi od 65 godina. Smješten je u hospicij nakon neuspješnog liječenja od raka žučnih vodova. Bio je zadnji preživjeli član originalne postave Ramonesa.
Novinarka online časopisa The Independent, Loulla-Mae Eleftheriou-Smith, napisala je da "prije no što je Tommy napustio sastava, Ramonesi su već postali najutjecajniji punk rock sastav ikada, koji su neprestano svirali u New Yorkovom zloglasnom klubu CBGB-u." Nakon Ramoneove smrti, službeni Twitter račun sastava počeo je citirati stare izjave članova sastava, jedan od kojih je bio Tommyjev komentar iz 1976. godine, o tome da je New York bio "savršeno mjesto za odrasti neurotičan". Dodao je: "Jedan od razloga zbog kojeg su Ramonsi bili tako originalni i jedinstveni, jest taj da je sastav činilo četvero originalnih i jedinstvenih ljudi."

## Diskografija s Ramonesima
- Ramones (1976.)
- Leave Home (1977.)
- Rocket to Russia (1977.)
- It's Alive (1979.)

## Vanjske poveznice
- Službeni stranice Ramonesa